# Buriram United Football Club
Maillots
Actualités
Le Buriram United Football Club (en thaï : สโมสรฟุตบอลบุรีรัมย์ ยูไนเต็ด), plus couramment abrégé en Buriram United, est un ancien club thaïlandais de football fondé en 1970 et basé depuis 2010 dans la ville de Buriram.
Avant la saison 2012, le club était connu sous le nom de Buriram PEA FC. 
La bière Chang est le principal sponsor du club pour la saison 2015-2016.
Le propriétaire du club de Buriram United est Newin Chidchob (en), homme politique élu député qui en 2008 a trahi le camp de Thaksin Shinawatra d'où depuis une haine féroce entre eux.

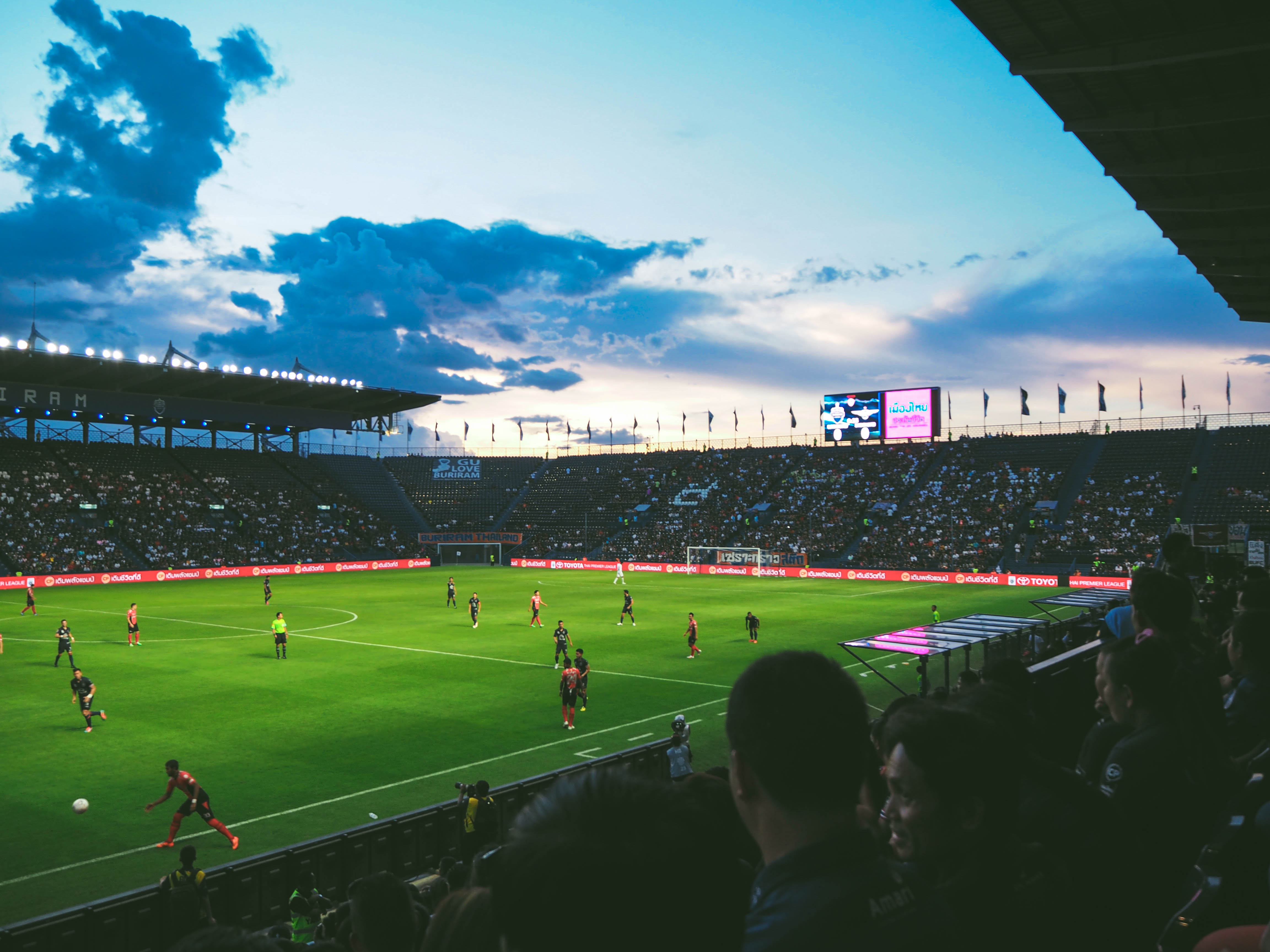
Stade de foot, un jour de match

## Palmarès
| Compétitions nationales | Compétitions internationales                                        | |
| --- | ------------------------------------------------------------------- | --- |
| \| - Championnat de Thaïlande (11) : - Champion : 2008, 2011, 2013, 2014, 2015, 2017, 2018, 2022, 2023, 2024 et 2025. - Vice-champion : 2004-05, 2010, 2019 et 2021. - Coupe de Thaïlande (7) : - Vainqueur : 2011, 2012, 2013, 2015, 2022, 2023 et 2025 - Finaliste : 2018 \| \| - Coupe de la Ligue thaïlandaise (7) : - Vainqueur : 2011, 2012, 2013, 2015, 2016, 2022 et 2023. - Finaliste : 2014 et 2019. - Supercoupe de Thaïlande (1) : - Vainqueur : 2019. - Finaliste : 2018 et 2022. \| | - Championnat du Mékong des clubs (2) : - Vainqueur : 2015 et 2016. | |
| - Championnat de Thaïlande (11) : - Champion : 2008, 2011, 2013, 2014, 2015, 2017, 2018, 2022, 2023, 2024 et 2025. - Vice-champion : 2004-05, 2010, 2019 et 2021. - Coupe de Thaïlande (7) : - Vainqueur : 2011, 2012, 2013, 2015, 2022, 2023 et 2025 - Finaliste : 2018 |                                                                     | - Coupe de la Ligue thaïlandaise (7) : - Vainqueur : 2011, 2012, 2013, 2015, 2016, 2022 et 2023. - Finaliste : 2014 et 2019. - Supercoupe de Thaïlande (1) : - Vainqueur : 2019. - Finaliste : 2018 et 2022. |

## Stade
Le club évolue dans le i-mobile Stadium d'une capacité de 33 325 sièges à Buriram.

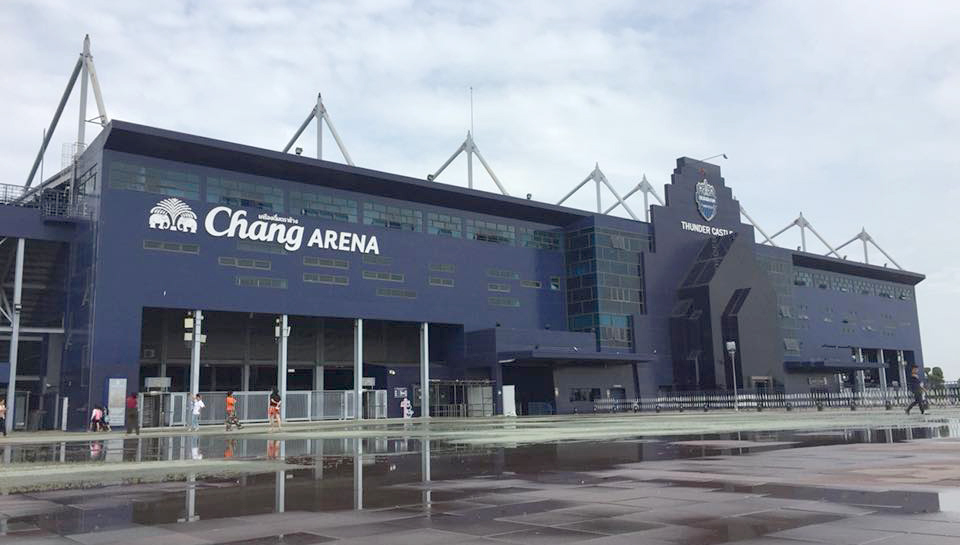
Chang Arena